# À la vie (film, 2014)
Pour les articles homonymes, voir À la vie (homonymie).
Pour plus de détails, voir Fiche technique et Distribution.
À la vie est une comédie dramatique française co-écrite et réalisée par Jean-Jacques Zilbermann, sortie en 2014.

## Synopsis
En 1945, les Allemands évacuent le camp d'Auschwitz, abattant plusieurs prisonniers et forçant les survivants à une marche de la mort. Deux femmes, Hélène et Lili, tentent d'emmener leur amie Rose, mais celle-ci est trop affaiblie.
Plusieurs mois après, Hélène, qui a survécu, rentre à Paris. Ses parents ont été assassinés dans les camps, et elle occupe seule l'appartement familial, resté sous scellés depuis leur arrestation. Hélène passe une annonce dans Naïe Presse (Presse nouvelle, journal en yiddish), pour retrouver Lili. Faute de réponse, elle repasse l'annonce chaque année.
Hélène retrouve à Paris Henri, un ancien amoureux, lui aussi juif victime de la Shoah, et dont la femme et sa fille ont été gazées dès leur arrivée au camp. Rendu stérile par les médecins nazis, Henri repousse Hélène. Mais elle l'aime toujours et l'épouse.
En 1962, après avoir enfin pu reprendre contact avec Lili, Hélène l'invite pour quelques jours au bord de la mer à Berck-Plage, dans un appartement prêté par son ami Raymond. Hélène, qui croyait Rose morte à Auschwitz, est stupéfaite de la voir descendre du car après Lili. Les trois femmes vont alors évoquer, pendant ce temps de vacances, leurs vies présentes et leurs souvenirs de ce qu'elles ont traversé ensemble.

## Fiche technique
- Titre original : À la vie
- Réalisation : Jean-Jacques Zilbermann
- Scénario : Danièle D'Antoni et Jean-Jacques Zilbermann
- Photographie : Rémy Chevrin
- Montage : Joële van Effenterre
- Musique : Erik Slabiak
- Production : Denis Carot et Marie Masmonteil
- Société de production : Elzévir Films
- Société de distribution : Le Pacte
- Pays d’origine :  France
- Genre : comédie dramatique
- Durée : 104 minutes
- Dates de sortie :  France : 26 novembre 2014
- Remerciements figurants: Barbu Claude, Leneveu Jules, Hebert Noémie, Devalland Simon, Noêl Jeremy

## Distribution
- Julie Depardieu : Hélène
- Johanna ter Steege : Lili
- Suzanne Clément : Rose
- Hippolyte Girardot : Henri
- Mathias Mlekuz : Raymond
- Benjamin Wangermee : Pierre
- Audrey Quoturi : une invitée au mariage
- Anne-Marie Pisani
- Patrick Ligardes

## Production
Sauf indication contraire ou complémentaire, les informations mentionnées dans cette section proviennent du générique de fin de l'œuvre audiovisuelle présentée ici.
- Le film est dédié à Paulette Majzels, Irène Zilbermann (mère de Jean-Jacques Zilbermann[1],[2]) et Annie Kupferschmidt.